# Xerovounos
Xerovounos (em grego:  Ξερόβουνος) é uma vila localizada no distrito de Nicósia, Chipre. De acordo com o censo de 2011, sua população era de 410 habitantes. Atualmente sob controle do Chipre do Norte. 